# Día Internacional Sin Dietas
El día internacional sin dietas (en inglés International No Diet Day, o INDD originariamente) es una celebración anual de la aceptación del cuerpo humano y de la diversidad de sus formas. También está dedicado a llamar la atención y recordar los peligros de algunos regímenes dietéticos exagerados.
El día "sin dietas" se celebra el 6 de mayo y su símbolo es una cinta de color azul claro, similar al que se usa, en rojo, en el día contra el sida.

## Origen
El concepto surgió en 1992, cuando la feminista británica Mary Evans Young decidió luchar contra la industria de productos dietéticos y alertar al mundo sobre los peligros de la anorexia nerviosa y otros desórdenes alimentarios.
Para ello, llamó la atención de los medios de comunicación locales con el eslogan "La gorda devuelve el mordisco" (Fat Woman Bites Back).
En una entrevista para la televisión, "acordó" junto a la audiencia celebrar el "Día Internacional Sin Dietas" el 6 de mayo y eligió ese día por la cercanía con la fecha de la entrevista únicamente.
Tras esa entrevista, grupos feministas del Reino Unido celebraron el INDD, y según pasaron los años, otros grupos en diferentes países comenzaron a celebrar este día también, entre ellos Estados Unidos, Canadá, Australia, Nueva Zelanda, India e Israel.

## Metas del día internacional sin dietas
- Poner en duda la idea de una forma corporal "correcta" (canon de belleza)
- Crear conciencia de la discriminación en razón del peso y erradicar la gordofobia.
- Declarar un día libre de dietas y obsesiones por el peso corporal.
- Resaltar hechos acerca de la industria de los productos de adelgazamiento, llamando la atención de la ineficacia de muchas de las dietas comerciales (sin consultar a un médico).
- Recordar a las víctimas de los desórdenes alimenticios y la cirugía para perder peso: liposucción, abdominoplastia y cirugía bariátrica (muertas o enfermas).